# 桃園捷運橘線
桃園捷運橘線，是桃園捷運規畫中的一條路線，預計行經中華民國桃園市龍潭區、平鎮區、中壢區、蘆竹區、桃園區、龜山區。
桃園捷運橘線的前身為自1990年代便開始規劃的桃園捷運紅線，在紅線於2007年被取消並由臺鐵捷運化取代之後，與其路廊高度相仿的橘線便緊接著在2008年被提出。

## 路線
桃園捷運橘線自桃園市立體育館旁開始，沿原林口線路廊、大興路、大興西路、國際路、文中路、松江南路、吉林路、中園路、中華路、環北路、環西路、環南路抵達平鎮車站，續沿環南路轉入中豐路，直行中豐路至龍潭區設置終點站（計畫與龍潭轉運站共同開發）。
橘線全長29公里（桃園中壢平鎮線21公里、平鎮龍潭線8公里），車站數目未定，規劃以輕軌運輸系統建置，預計可串聯龜山區桃園市立體育館一帶、桃園區外環地區（大有、大檜溪、藝文特區、中路）、文中路沿線（橫跨桃園、蘆竹、中壢3區）、中壢工業區、中壢平鎮外環地區、中豐路沿線（橫跨平鎮、龍潭2區）。在目前的路網規劃中，橘線能與所有桃園捷運路線交會，並在平鎮車站銜接臺灣鐵路縱貫線。

## 歷史

### 背景
隨著經濟發展，大量人口遷徙桃園都會區，產業及人口高度集中造成桃園地區土地受到過度使用:1-1；1990年代開始，在力圖解決問題的情況下，交通部運輸研究所、台灣省政府相繼展開桃園捷運的規畫工作，然而除了桃園捷運機場線及桃園捷運藍線外，其餘路線均遲遲未能推動，直至桃園縣長朱立倫為滿足地方需求提出以「交通捷運規劃與建設」、「都市計畫整合」、「21世紀新機場的整體發展」為三大重點縣務工作後:1-1，桃園縣政府才於2006年10月委託林同棪工程顧問股份有限公司辦理「桃園都會區捷運系統路線可行性研究及工程規劃」，展開桃園都會區捷運路網的重新檢討:3-11~3-12:1-2。

### 初步規畫
「桃園都會區捷運系統路線可行性研究及工程規劃」在綜合考量先前各次規畫結果，並結合桃園地區社經發展趨勢進行路線研擬作業，並提出「服務桃園都會區重要運輸走廊」為目的，展開桃園捷運路網的規畫作業:4-1；。
在桃園鐵路高架化的審查中，由於早年所規畫的桃園捷運紅線與桃園鐵路高架化的路廊重疊，因此決定取消原先桃園捷運紅線的佈設；然而，林同棪工程顧問股份有限公司在提供發展契機並串聯中壢、內壢、桃園的考量之下，仍然決定規畫與原桃園捷運紅線路廊相似的捷運路線:4-15，這條沿「桃園－中福計畫－中壢都會區－中壢」全新路廊規畫的捷運路線，稱為桃園捷運橘線:4-8。
在工程技術、投資成本、用地取得、建設型式等諸多考量的狀況下，林同棪工程顧問股份有限公司針對桃園捷運橘線提出有甲、乙兩個草案:4-15，甲案自民光路起，沿春日路、經國路、大興西路、中路計畫園道、中福計畫計畫道路、松江南路、自強一路、中華路、延平路、環北路建置，以中豐路為終點，全長13.9公里、設14站，以高架型式建置:4-16~4-17，總預算約325.2815億:7-25；乙案起於民光東路起至中福計畫計畫道路前與甲案大致無異，然而自此之後繞文中路、吉林路兩路後再接回松江南路，並捨中華路選擇於繞行自強一路後接回延平路，止於中豐路，全長14.5公里、設14站，同以高架型式建置:4-18~4-20，總預算約309.6638億:7-25。其中，甲案的運量略高於乙案:5-24。
最後，林同棪工程顧問股份有限公司才在針對運量、線形、可進行聯合開發之規模、環境影響、成本、社會支持度等綜合評估之下:11-6，初步決定採甲案為桃園捷運橘線之基礎:11-7，並與桃園捷運綠線及桃園捷運藍線共同組建「日」字形的捷運路網:11-12。此外，林同棪工程顧問股份有限公司也建議以輕軌捷運系統或膠輪捷運系統形式進行後續研究:6-8。

### 納入路網
在林同棪工程顧問股份有限公司所做的「桃園都會區捷運系統路線可行性研究及工程規劃」完成後，桃園縣政府再於2007年底依法委託台北市政府捷運工程局依據前期所做的研究，再搭配各項重大計畫重新研析與整合，制定《桃園都會區大眾捷運系統路網評估暨分期發展計畫》。:1-3
在台北市政府捷運工程局的研究中，改將桃園鐵路高架化假設為捷運路網的一環，並依照都市計畫變化、減少徵收及彎道、服務工業區及平鎮地區等重新考量桃園捷運橘線的路線規畫:3-38~3-39。經過檢討後的桃園捷運橘線，在東端改採沿大興西路與桃園捷運綠線交會轉乘後沿大興路再與桃林鐵路交會轉乘，以減少徵收及於桃園區市區內的彎繞，並規畫配合中福地區都市計畫的變化，於大興西路後轉國際路、文中路再跨越國道二號服務文中路沿線地區。其後的中壢區路段，桃園捷運橘線則沿中園路佈設以強化服務中壢工業區及周邊住宅區:4-50。
桃園捷運橘線的南端在檢討的過程中，則應民意並考慮台1線的發展將路線南延至平鎮區，並在與平鎮車站交會轉乘、與桃園鐵路高架化創造類環狀線的效果後，沿中豐路將服務擴及平鎮工業區及山仔頂都市計畫區:4-50。
經檢討後的桃園捷運橘線，長度自13.9公里延長為22.7公里，站數也自14站提升為15站，並設有一座占地8公頃的機廠:4-51，預測在目標年視路網方案可取得6萬4,900人次至6萬6,600人次的日運量:4-85，造價362億:4-112。
桃園捷運橘線屬於桃園捷運的遠期路網，桃園市政府目前規畫在桃園捷運綠線核定後將橘線納入後續路網的整體檢討評估。

### 桃園捷運2.0
2020年7月6日，桃園市政府捷運工程局發表桃園捷運2.0路網規劃，橘線的兩端皆有延長。橘線與桃林鐵路交會的設計取消，改為直接取代桃林鐵路部分路廊，將起點延至棕線BRH02站（桃園巨蛋）；終點則從平鎮區山子頂地區改為龍潭區龍潭轉運站，並保留繼續延伸至龍潭區中心，以及往東銜接綠線埔頂轉運站的可能性。全線分為桃園中壢平鎮線、平鎮龍潭線兩部分，長度延長至29公里。